# Pratt & Whitney F119
F119-PW-100 – silnik dwuprzepływowy (ang. low-bypass turbofan engines) z dopalaczem wyprodukowany na potrzeby programu Zaawansowanego Myśliwca Taktycznego przez firmę Pratt & Whitney. Obecnie używany przez myśliwiec Lockheed F-22 Raptor. Silnik posiada 35 000 lbf (156 kN) ciągu i jest przeznaczony do lotu naddźwiękowego bez użycia dopalacza. Jego ciąg jest o 22% większy oraz jest zbudowany z 40%
mniejszą liczbą części w porównaniu z silnikami 4 generacji samolotów wojskowych. Potrafi rozpędzić do prędkości 1,6 Macha samolot F-22 bez użycia dopalacza oraz posiada wychylane dysze wylotowe do góry i na dół o kąt maksymalny 20° w czasie mniejszym od 1 sekundy, co czyni samolot F-22 bardzo manewrowym.
Silnik Pratt & Whitney F135 o ciągu 40 000 lbf (180 kN), użyty w myśliwcu Lockheed Martin F-35 Lightning II, jest zmodyfikowanym modelem F119.
Stosunek ciągu do wagi tego silnika wynosi 6,7:1 oraz 9,0:1 przy użyciu dopalania